# Ballybofey

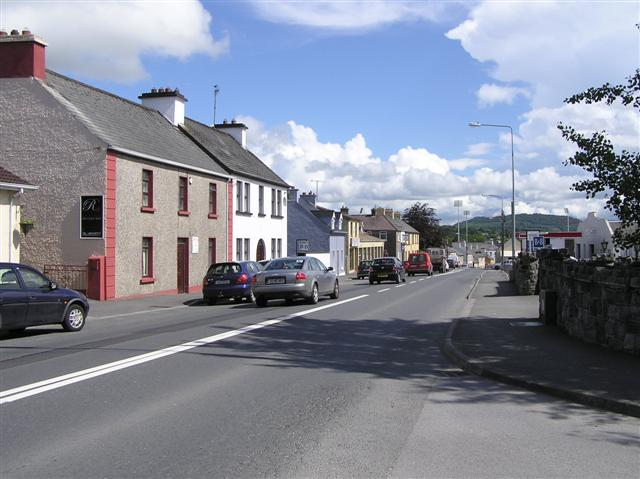

Ballybofey é uma cidade localizada no Condado de Donegal, República da Irlanda.